# Nicolaus Anberg
Nicolaus Jacobi Anberg, död 1691, var svensk präst.

## Biografi
Anberg blev 1663 student vid Kungliga Akademien i Åbo och blev 1668 konsistorienotarie i Narva. År 1673 blev han kaplan i Nyen. Anberg blev 25 december 1676 kyrkoherde i Finska församlingen, Stockholm (tillträdde 1 maj 1677) och blev 27 juni 1677 assessor vid Stockholms konsistorium. Han blev 17 september 1684 kyrkoherde i Ulrika Eleonora församling, Stockholm (tillträde 1685). Anberg avled före 19 februari 1691.

## Familj
Anberg var gift med Catharina Henriksdotter Piper (död 1705). Hon var dotter till borgmästaren Henrik Piper i Nyen.

### referenser
1. 1 2 3 4 5 6 7  Gunnar Hellström, Stockholms stads herdaminne från reformationen intill tillkomsten av Stockholms stift : Biografisk matrikel, 1951, s. 585-586, läst: 26 november 2021.[källa från Wikidata]
2. 1 2  Nicolaus Jacobi Anberg i Gunnar Hellström, Stockholms stads herdaminne från reformationen intill tillkomsten av Stockholms stift (1951)